# 聖諾伯特學院

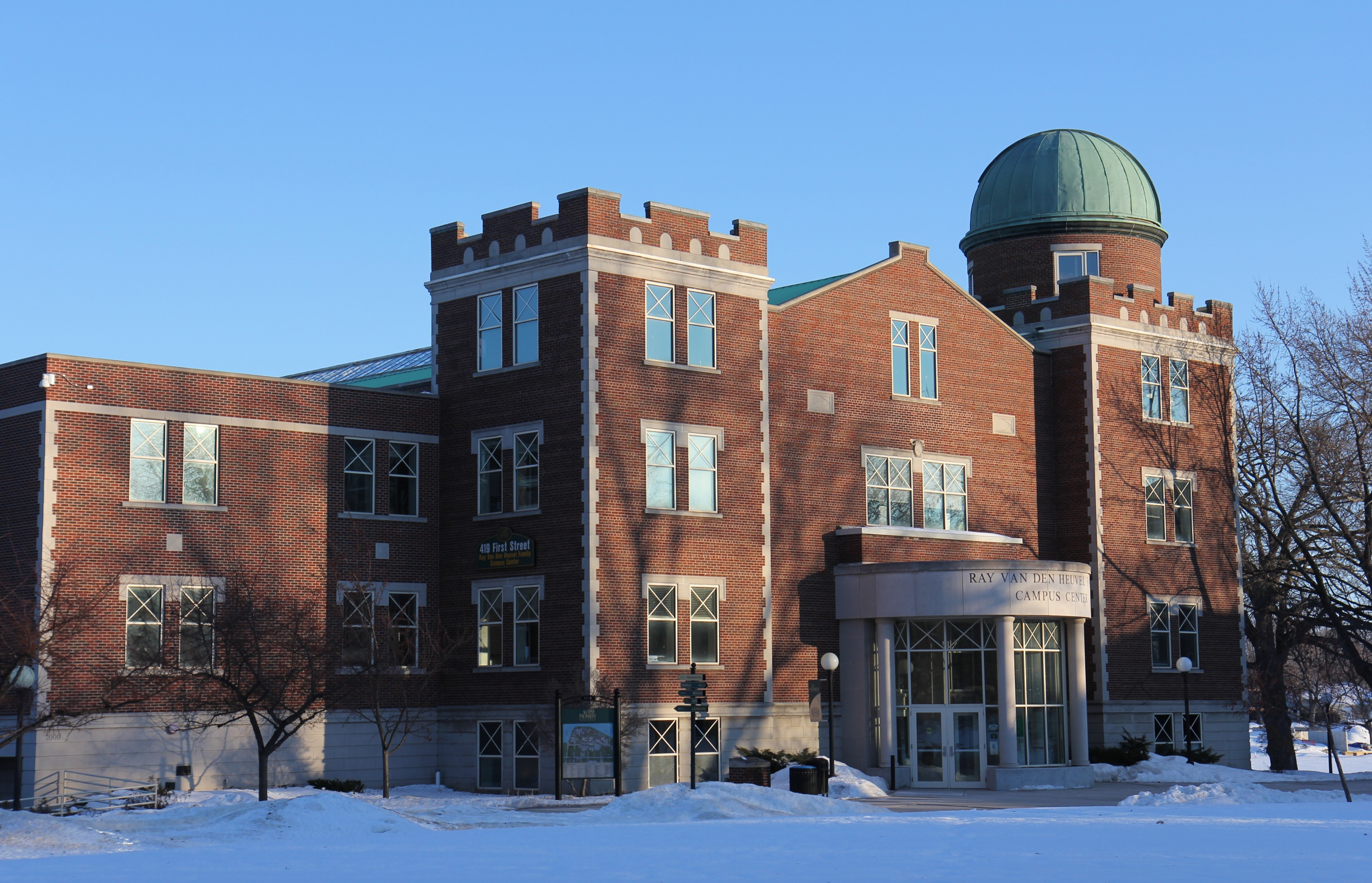
學院內的建築“Van den Heuvel Campus Center”

聖諾伯特學院（St. Norbert College，縮寫：SNC）是位於美國威斯康星州德比爾的一所私立羅馬天主教文理学院，其名稱是為了紀念聖諾伯特。該大學由普利孟特瑞會的一名神父成立於1898年，2015年《美國新聞與世界報道》在“全國文理學院”排名中將其列在第123位。

## 知名校友
- 包弼德 - 哈佛大學東亞語言及文明學教授